# Bülitz (Bismark)
Bülitz gehört zur Ortschaft Grassau und ist ein Ortsteil der Stadt Bismark (Altmark) im Landkreis Stendal in Sachsen-Anhalt.

## Geographie
Bülitz, ein kurzes Straßendorf mit Kirche, liegt sieben Kilometer östlich der Stadt Bismark (Altmark) am Speckgraben, der südlich des Dorfes beginnt. Westlich des Dorfes liegt der etwa 57 Meter hohe Trappenberg an dem die ehemalige Ziegelei liegt.
Nachbarorte sind Beesewege im Westen, Friedrichshof und  Friedrichsfleiß im Nordwesten, Grassau im Nordosten, Grünenwulsch im Osten und Kläden im Süden.

## Geschichte

### Mittelalter bis Neuzeit
Als erste Erwähnung von Bülitz gilt die Nennung eines Jakob de Buditz im Jahre 1335 in einem Beschluss der Gewandschneidergilde in Stendal. Im Landbuch der Mark Brandenburg von 1375 wurde das Dorf als Bůditz aufgeführt. Es umfasste 13 Hufen und eine Pfarrhufe. Die Grafen von Mansfeld hatten das Lehen an zwei Stendaler weitergegeben. Weitere Nennungen sind 1377 buditz, 1540 bulitz, 1687 Bülitz und 1804 Bülitz, Dorf mit zwei Leinewebern.
Im 18. Jahrhundert war auf den Westgiebel der Kirche ein Fachwerkturm aufgesetzt worden. Schon 1962 konnte eine Glocke im Fachwerkturm nicht mehr geläutet werden, da sie herabzustürzen drohte. Der Fachwerkturm der Kirche wurde 1974 abgebrochen, indem die Glocken mit Raupenschlepper und Drahtseilen aus dem Turm geborgen und der Turm zur Westseite heruntergezogen wurde.
1841 zerstörte ein Feuer fast das gesamte Dorf. Noch im gleichen Jahr wurden viele Gebäude wieder aufgebaut. Am Hof Nr. 2 Steffens, dessen Haus 1903 abgetragen wurde, war eine Inschrift angebracht.

„Ich Paul Steffens habe mein Haus gebaut für mein Geld, wie es mir gefällt. Wem es aber nicht gefällt, der baue sich ein Haus für sein Geld, wie es ihm gefällt.“

1985 wurde die 650-jährige Ersterwähnung gefeiert und eine Linde am Ortseingang gepflanzt.

### Landwirtschaft
Bei der Bodenreform wurden 1945 ermittelt: 19 Besitzungen unter 100 Hektar hatten zusammen 269 Hektar, eine Kirchenbesitzung hatte einen Hektar Land. Erst im Jahr 1958 entstand die erste Landwirtschaftliche Produktionsgenossenschaft, die LPG Typ III „Völkerfreundschaft“.

### Herkunft des Ortsnamens
Heinrich Sültmann vermutete, der Name 1326 bulitz, 1375 büditz, stamme ab vom slawischen Eigennamen „Byl“ für „der Weiße“ oder von „Buda“ für „Hütte“.
Aleksander Brückner leitete den Namen büditz, 1377 buditz vom altslawischen „bylь“ für „gewesen“ ab.
Eine andere Übersetzung für „byl“ soll für „Kraut“ oder „Gras“ stehen.

### Andere Ersterwähnung
Der Historiker Peter P. Rohrlach weist darauf hin, dass die Angabe 1326 bulitz in den Kunstdenkmalen Stendal, nicht für dieses Bülitz zu belegen ist. Die Angabe für 1326 betrifft hingegen Bülitz im Wendland.

### Archäologie

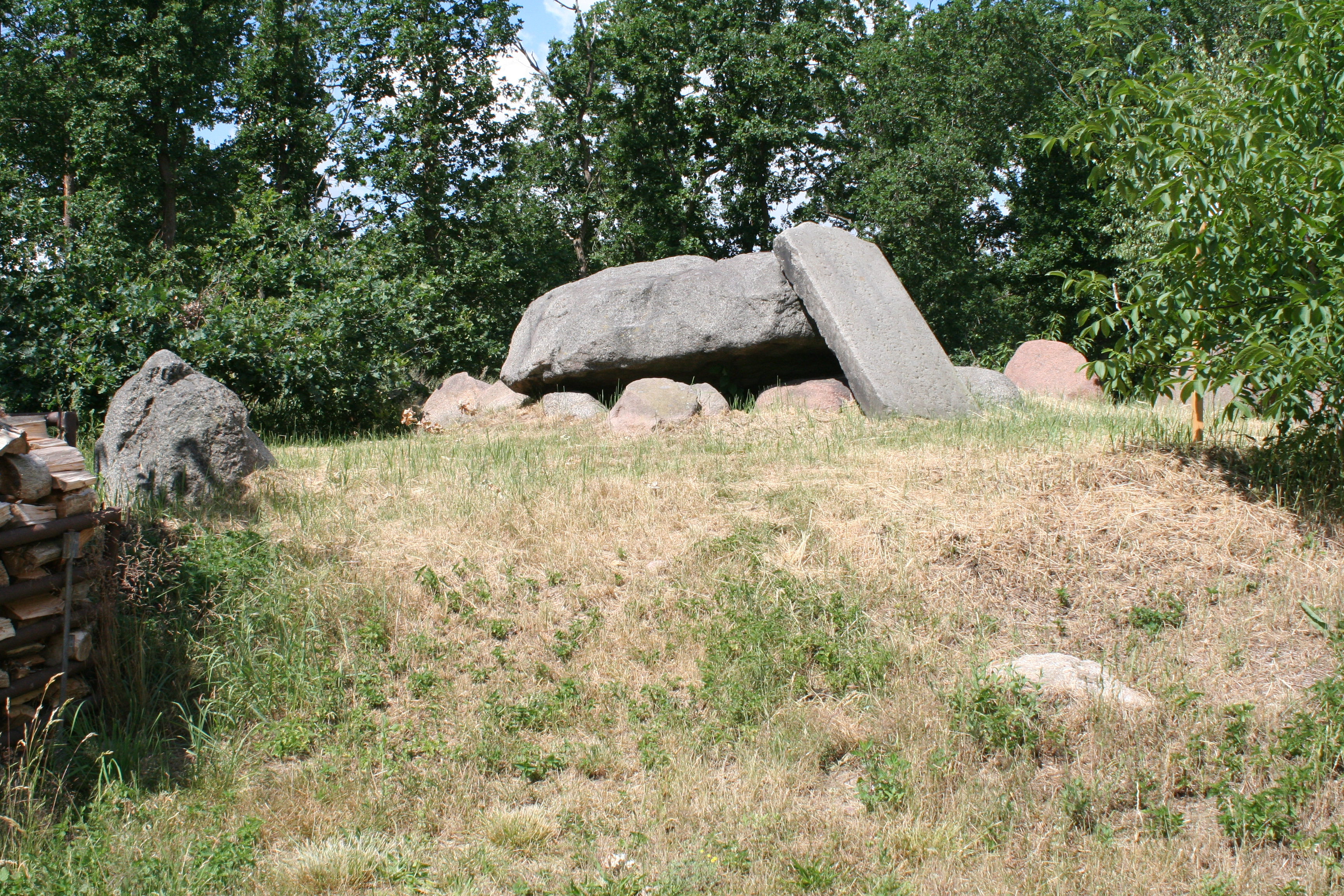
Großsteingrab Bülitz

Das jungsteinzeitliche Großsteingrab Bülitz liegt etwa 900 Meter westlich des Dorfes an Gemarkungsgrenze zu Beesewege.

### Eingemeindungen
Ursprünglich gehörte das Dorf zum Stendalischen Kreis der Mark Brandenburg in der Altmark. Zwischen 1807 und 1813 lag der Ort im Kanton Schinne im Distrikt Stendal auf dem Territorium des napoleonischen Königreichs Westphalen. Ab 1816 gehörte die Gemeinde zum Landkreis Stendal.
Bülitz wurde am 25. Juli 1952 dem Kreis Stendal zugeordnet. Am 1. Juli 1957 oder erst 1961 wurde die Gemeinde Bülitz durch Eingemeindung in die Gemeinde Grünenwulsch aufgelöst, die am 1. Juli 1973 in Grassau eingemeindet wurde. Seit dem 1. Januar 2010 gehört der Ortsteil Bülitz auch zur neu gebildeten Ortschaft Grassau der Stadt Bismark (Altmark).

### Einwohnerentwicklung
| Jahr                 | 1650 | 1734 | 1772 | 1790 | 1798 | 1801 | 1818 | 1840 | 1864 | 1871 | 1885 | 1892 | 1895 | 1900 | 1905 |
| Dorf Bülitz          | 31   | 69   | 70   | 61   | 81   | 86   | 54   | 70   | 86   | 79   | 92   | 97   | 88   | 120  | 92   |
| Am Hünengrabe        |      |      |      |      |      |      |      |      |      |      |      |      | 06   |      | 05   |
| Dampfziegelei Bülitz |      |      |      |      |      |      |      |      |      |      |      |      | 13   |      | 12   |

| Jahr | Einwohner |
| ---- | --------- |
| 1910 | [0]101    |
| 1925 | 107       |
| 1939 | 098       |
| 1946 | 135       |
| 1993 | [0]049    |
| 2000 | [0]046    |
| 2004 | [0]045    |

| Jahr | Einwohner |
| ---- | --------- |
| 2010 | [00]41    |
| 2018 | [00]43    |
| 2020 | [00]26    |
| 2021 | [00]26    |
| 2022 | [0]31     |
| 2023 | [0]31     |

Quelle, wenn nicht angegeben, bis 2006:

## Religion
- Die evangelische Kirchengemeinde Bülitz, die früher zur Pfarrei Grassau bei Kläden gehörte,[26] wird heute betreut vom Pfarrbereich Kläden im Kirchenkreis Stendal im Bischofssprengel Magdeburg der Evangelischen Kirche in Mitteldeutschland.[27]
- Die ältesten überlieferten Kirchenbücher für Bülitz stammen aus dem Jahre 1651.[28]
- Die katholischen Christen gehören zur Pfarrei St. Anna in Stendal im Dekanat Stendal im Bistum Magdeburg.[29]

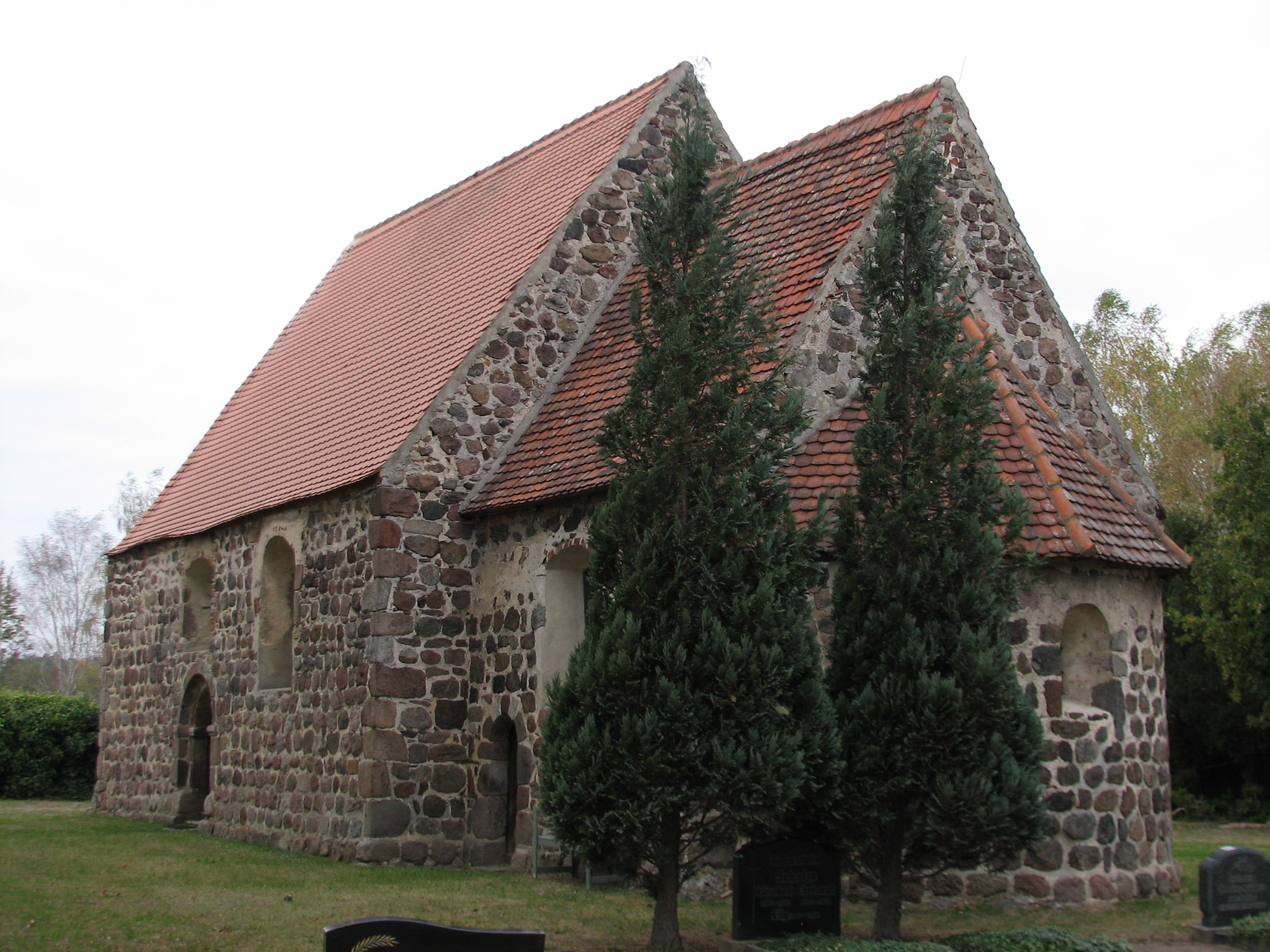
Dorfkirche Bülitz

## Kultur und Sehenswürdigkeiten

### Dorfkirche
Die evangelische Dorfkirche Bülitz ist ein romanischer Feldsteinbau aus dem frühen 12. Jahrhundert. Eine dendrochronologische Untersuchung einer Probe ohne Waldkante des ersten Deckenbalkens von Westen im Langhaus lieferte ein Fälldatum um etwa 1163.
Im 18. Jahrhundert wurden die Fenster vergrößert und ein Fachwerkturm aufgesetzt, der 1970 abgebrochen wurde. An der Südseite erschließt ein rundbogiges abgetrepptes Portal mit Kämpfergesimsen, im Chor eine Priesterpforte mit mächtigem halbrundem Schlussstein das Bauwerk. Das Innere ist flachgedeckt und wird durch einen Triumphbogen mit Fenstergesimsen gegliedert. Die schlichte Ausstattung stammt aus dem 19. Jahrhundert. Zwei Farbglasfenster mit figürlichen Medaillons aus dem 19. Jahrhundert sind außerdem zu erwähnen.
Eine Glocke von 1522 hängt in der Empore der Kirche, sie hat eine Sprung. Die Glocke von 1659, gegossen von Georg Schreiber, hängt heute an einem eisernen Glockengerüst.
Die Kirche steht auf dem Ortsfriedhof, der mit einer Felsteinmauer umgeben ist.
Im Altmärkischen Museum in Stendal sind ein Flügelaltar und mittelalterliche Holzschnitzfiguren aus der Kirche überliefert. Dazu gehören die Thronende Madonna von Bülitz aus der Zeit zwischen 1410 und 1430 und eine heilige Anna selbdritt von Bülitz, datiert auf das letzte Drittel des 14. Jahrhunderts.

### Weitere Sehenswürdigkeiten
- Neben der Kirche steht das ehemalige Hirtenhaus, das schon über 200 Jahre alt ist. Vor ihm steht die Friedenseiche von 1871.[14]
- Westlich des Dorfes ist das Großsteingrab Bülitz zu finden.
- Auf der alten Trafostation wurde 2013 ein Storchenhorst angebracht.